# Legea pământului
Legea pământului (în engleză The Cider House Rules) este un film dramatic american din 1999 regizat de Lasse Hallström⁠(d) și distribuit de Buena Vista Pictures⁠(d). Scenariul a fost redactat de John Irving și reprezintă o adaptare a romanului său din 1985 publicat sub același nume⁠(d). Filmul prezintă povestea lui Homer Wells, un tânăr care trăiește într-un orfelinat din Maine în timpul celui de-al Doilea Război Mondial unde este pregătit în obstetrică de doctorul Larch, și călătoria sa după ce părăsește orfelinatul. Filmul îi are în distribuție pe Tobey Maguire, Charlize Theron, Delroy Lindo, Paul Rudd, Michael Caine, Jane Alexander, Kathy Baker⁠(d), Kieran Culkin, Heavy D⁠(d), Kate Nelligan⁠(d) și Erykah Badu.
Filmul a fost produs de Miramax Films și Film Colony⁠(d), fiind rulat în premieră în cadrul celei de-a 56-a ediție a Festivalului de Film de la Veneția. A avut încasări de 110.098 de dolari în weekendul său de deschidere și 88,5 milioane de dolari în întreaga lume în comparație cu buget de 24 de milioane de dolari. A fost evaluat pozitiv și are un rating de aprobare de 71% pe Rotten Tomatoes.
Filmul a câștigat două premii Oscar: Irving a câștigat premiul Oscar pentru cel mai bun scenariu adaptat în timp ce Michael Caine a câștigat al doilea premiu Oscar pentru cel mai bun actor în rol secundar. A fost nominalizat la Premiul Oscar pentru cel mai bun film și a avut alte patru nominalizări la cea de-a 72-a ediție a Premiilor Oscar. Irving și-a documentat contribuțiile la adaptarea romanului în cartea My Movie Business.

## Intriga
Homer Wells crește într-un orfelinat din Maine administrat de doctorul Wilbur Larch. Asistenții maternali renunță de două ori la el: prima familie pentru că este prea calm, iar cea de-a doua îl abuza fizic. Dr. Larch este dependent de eter și efectuează în secret avorturi. Viață în orfelinat este dură, însă copiii sunt iubiți și respectați, comportându-se asemenea unei familii extinse. În fiecare seară înainte de culcare, doctorul Larch le spune: „Noapte bună vouă, prinți ai Maine, vouă regi ai Noii Anglii”.
Homer, cel mai în vârstă dintre orfani, este foarte inteligent, util și liniștit, iar Larch decide să-l învețe obstetrică și cum să efectueze avorturi, în ciuda faptului că Homer nu a urmat niciodată cursurile liceale. Acesta nu este de acord cu avortul și, cu toate că este pregătit de Larch, refuză să le efectueze. După câțiva ani, Homer devine un bun cunoscător al procedurilor obstetrice. Larch dorește ca Homer să-i preia atribuțiile după ce se pensionează, însă Homer consideră imposibil acest lucru deoarece nu are pregătire medicală formală și visează să cutreiere lumea.
Homer părăsește orfelinatul împreună cu Candy Kendall și iubitul ei, Wally Worthington, un cuplu tânăr sosit la clinică pentru un avort. Wally este pilot de avion aflat în concediu. Mama sa, Olive, deține livada de meri Worthington și Homer se angajează pe post de muncitor. Locuiește pe moșia Worthington într-o baracă intitulată Cider House (în română Casa Cidrului). La scurtă vreme după sosirea sa, Wally este chemat la datorie. Homer este scutit de serviciul militar deoarece a fost diagnosticat cu o problemă cardiacă.
În timp ce Wally este plecat, Homer și Candy au o aventură. Acesta culege mere împreună cu echipa de muncitori imigranți condusă de Arthur Rose care este angajată în fiecare an de familia Worthington. Fiind analfabeți, Homer le citește regulile publicate în Cider House și aceștia conștientizează că regulile au fost formulate fără consimțământul lor de către oameni care nu locuiesc acolo și care nu se confruntă cu problemele lor. Prin urmare, consideră că le pot ignora. Homer și Candy devin mai apropiați în timpul recoltării și petrec mult timp împreună câtă vreme Wally desfășoară operațiuni militare în Birmania.
Când Arthur și echipa sa de muncitori revin în sezonul următor, iese la iveală faptul că acesta și-a lăsat propria fiică gravidă. Rose le dezvăluie lui Homer și Candy acest lucru când realizează că este însărcinată. Homer consideră că trebuie să o ajute și este de acord să efectueze un avort cu ajutorul lui Arthur. Câteva zile mai târziu, Rose se pregătește să părăsească moșia, tatăl ei vrea să-și ia rămas bun, însă aceasta îl înjunghie și fuge de la fața locului. Arthur își agravează rana și îi cere lui Homer și altui muncitor să le spună polițiștilor că s-a sinucis.
Wally suferă un accident aviatic în timpul războiului și se întoarce din Birmania paraplegic⁠(d). Cu toate că îl iubește pe Homer, Candy decide să aibă grijă de Wally. La scurt timp după, acesta află că doctorul Larch a încetat din viață ca urmare a unei supradoze accidentale cu eter. Homer decide să se întoarcă la orfelinat unde este primit cu brațele deschise atât de copii, cât și de personal. Acesta află că doctorul Larch i-a falsificat dosarul medical ca să nu fie chemat la datorie și a reușit să convingă consiliul de administrație al orfelinatului cu ajutorul psihologiei inverse și a unor diplome false să-l numească pe Homer în funcția de director. Acesta își asumă rolul patern și preia atribuțiile doctorului. În scena finală, Homer le spune copiilor pregătiți de culcare aceeași binecuvântarea spusă de Larch: „Noapte bună vouă, prinți ai Maine, vouă regi ai Noii Anglii”.

## Distribuție
- Tobey Maguire - Homer Wells
- Michael Caine - Dr. Wilbur Larch
- Charlize Theron - Candy Kendall
- Paul Rudd - Lt. Wally Worthington
- Delroy Lindo - Arthur Rose
- Erykah Badu - Rose Rose
- Heavy D⁠(d) - Peaches
- K. Todd Freeman⁠(d) - Muddy
- Kieran Culkin - Buster
- Jane Alexander - asistenta Edna
- Kathy Baker⁠(d) - asistenta Angela
- Kate Nelligan⁠(d) - Olive Worthington
- Paz de la Huerta⁠(d) - Mary Agnes
- J. K. Simmons - Ray Kendall
- Evan Parke⁠(d) - Jack
- Jimmy Flynn⁠(d) - Vernon
- Erik Per Sullivan⁠(d) - Fuzzy Stone
- Skye McCole Bartusiak - Hazel